# غوری‌والا
غوری‌والا (به انگلیسی: Ghoriwala) یک شهرک در پاکستان است که در ناحیه بنو واقع شده‌است.